# Kosiska (Basse-Silésie)
Pour les articles homonymes, voir Kosiska.
Kosiska est une localité polonaise de la gmina de Wądroże Wielkie, située dans le powiat de Jawor en voïvodie de Basse-Silésie.